# Natalja Niegoda
Natalja Igoriewna Niegoda (ros. Наталья Игоревна Негода, ur. 12 listopada 1963 w Moskwie) – rosyjska aktorka filmowa i teatralna.

## Życiorys
Pochodziła z rodziny artystycznej - jej matka była reżyserem telewizyjnym, a ojciec - aktorem. W 1986 ukończyła studia aktorskie w Studiu Teatralnym działającym przy moskiewskim MChAT (klasa Olgi Jefremowej). Po studiach przez dwa lata pracowała w Rosyjskim Akademickim Teatrze Młodzieżowym (РАМТ).
W 1987 zadebiutowała na dużym ekranie rolą w filmie Jutro była wojna. Kolejny film, Mała Wiera (1988) Wasilija Piczuła, przyniósł jej sławę radzieckiego symbolu seksu i nagrodę Nika dla najlepszej aktorki, przyznawaną przez Rosyjską Akademię Sztuki Filmowej. Rok później została nominowana do Europejskiej Nagrody Filmowej. Była pierwszą radziecką modelką, której rozebrane zdjęcia pojawiły się w amerykańskim wydaniu "Playboya". W tym samym roku porzuciła scenę teatralną.
W 1990 Niegoda wyjechała do USA, gdzie wyszła za mąż za rosyjskiego emigranta i zamieszkała w Los Angeles. Małżeństwo nie trwało jednak długo. Wystąpiła w kilku amerykańskich filmach, ale żaden z nich nie przyniósł sukcesu. 
Po kilkunastu latach powróciła do Moskwy, gdzie sporadycznie występuje na ekranie. W 2010 otrzymała nagrodę Złotego Orła za najlepszą rolę żeńską w filmie Buben, baraban.
Zasiadała w jury konkursu głównego na 44. MFF w Cannes (1991).

## Filmografia
- 1987: Jutro była wojna (Завтра была война) jako Zina
- 1988: Autoportret nieznanego (Автопортрет неизвестного) jako Wiera
- 1988: Mała Wiera (Маленькая Вера) jako Wiera
- 1989: Ciemne noce w mieście Soczi (В городе Сочи тёмные ночи) jako Lena
- 1992: Powrót do ZSRR (Back in the U.S.S.R.) jako Lena
- 1992: Towarzysze słońca (The Comrades of Summer) jako Tania
- 1993: Prawo i porządek (Law and Order) jako Irina Cooper
- 1996: Every Minute is Goodbye jako Nadia Christine
- 2009: Bęben, bębenek (Бубен, барабан) jako Katia